# Bidasoa
Bidasoa (fr. Bidassoa) – rzeka w Kraju Basków na północy Hiszpanii. W dolnym odcinku stanowi granicę pomiędzy Hiszpanią a Francją.
Nazwę swoją przyjmuje poniżej małego miasta Oronoz - Mugairi (gmina Baztan) w prowincji Nawarra, rzeka właściwie powstała wskutek połączenia się kilku strumieni blisko wsi Erratzu. Za rzekę źródłową uważa się strumień Baztan, którego źródła znajdują się na północno-wschodnich zboczach szczytu Autza (1306 m n.p.m.). Bidasoa uchodzi do Zatoki Biskajskiej pomiędzy miejscowościami Hendaye (Francja) i Hondarribia (Hiszpania). Przed ujściem do oceanu, rzeka tworzy zatokę zwaną Txingudi położoną między tymi miastami a Irun. Zatoka ta o powierzchni 128 ha została wpisana w 2002 r. na listę obszarów chronionych Konwencją Ramsarską.

## Etymologia
Rzeka obejmuje obszar lingwistycznego pogranicza, więc jej nazwa brzmi różnie w zależności od języka, mianowicie [βi'ðaʃoa] po baskijsku, [βiða'ʃoa] po hiszpańsku i [bidasoa] po francusku. Lingwistycznie i historycznie nazwa rzeki pochodzi od łacińskiej frazy "Via ad Oiasso" ("Via ad Oeassonem”), czyli nazwy drogi, która w czasach rzymskich łączyła miasta Pompelo (Pampeluna) z Oiasso (Oiartzun) i biegła doliną Bidasoa.

## Charakterystyka

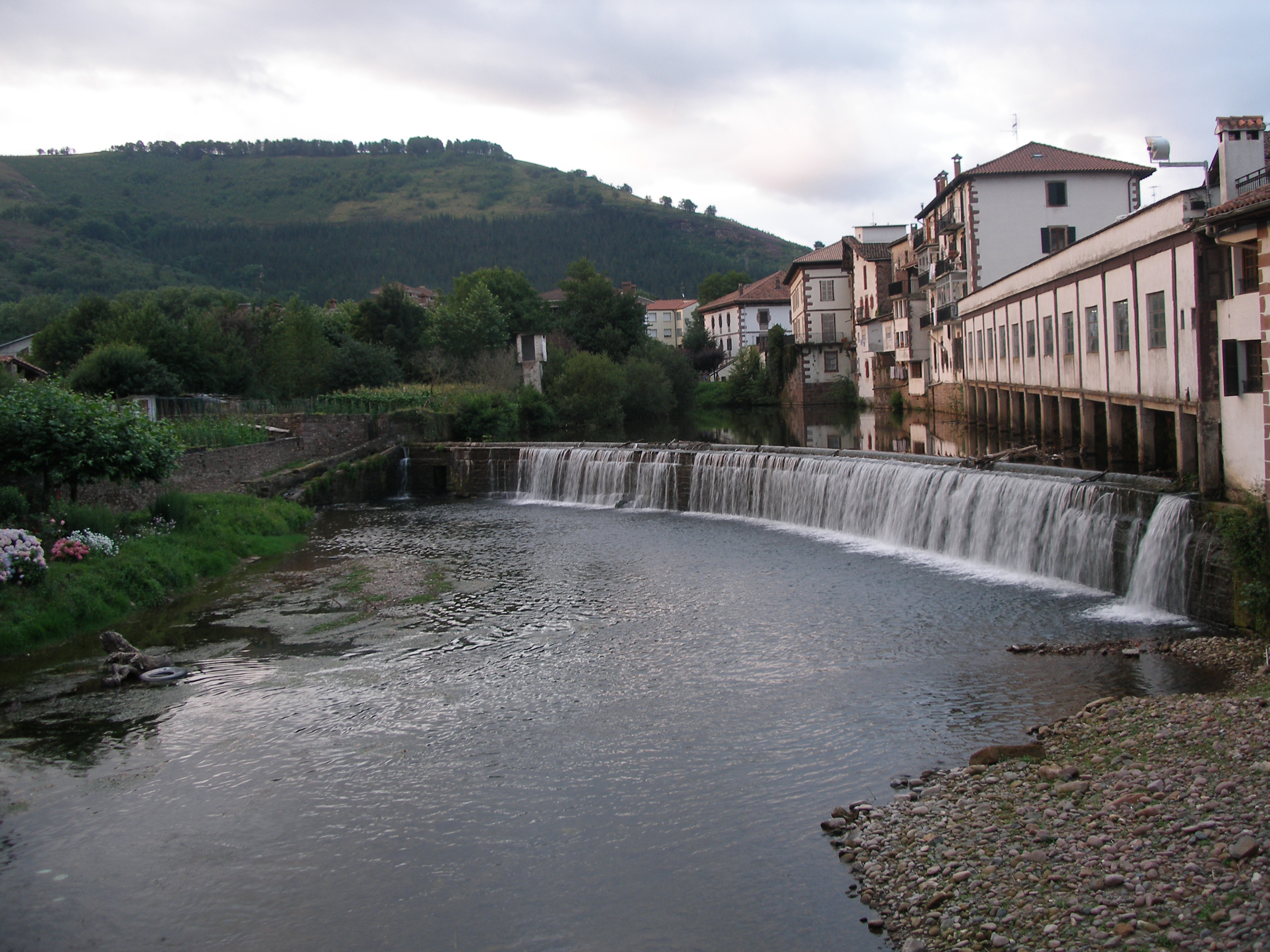
Bidasoa w okolicach Elizondo

Bidasoa w większości ze swoich 67 km długości płynie przez teren Nawarry, z wyjątkiem ostatnich 10 km, gdzie stanowi linię graniczną między Francją a Hiszpanią, jak również granicę między baskijską prowincją Gipuzkoa i francuskim regionem (dawniej prowincją) Labourd. Powierzchnia dorzecza obejmuje obszar około 710 km², z tego większość, bo 684 km² znajduje się w prowincji Nawarra. Dorzecze obejmuje 105 stałych strumieni i rzek o łącznej długości 497 km. Ze względu na dowietrzne położenie dorzecza i częsty napływ wilgotnego powietrza znad Atlantyku panuje tu ustrój deszczowy-oceaniczny i region ten jest regularnie zasilany opadami atmosferycznymi. Obszar dorzecza w prowincji Nawarra, o przewadze wiejskiego krajobrazu jest zamieszkany przez około 22,000 mieszkańców. 70% tej populacji ma ścieki oczyszczane przed wylaniem do rzeki.
Przez pierwsze 15 kilometrów, rzeka płynie z północy na południe, następnie obiera kierunek zachodni. Zasobniejsza w wody zebrane od strony przełęczy Velate (Puerto de Velate), w okolicach Oteiza po raz kolejny zmienia swój kierunek biegu na północny. Płynąc wąską, krętą doliną dociera do miejscowości Endarlatsa, gdzie opuszcza teren Nawarry. Następnie przepływa przez miejscowość Béhobie oraz główne miasta położone na brzegach szerokiego ujścia odprowadzając swe wody do Zatoki Baskijskiej.
Główne dopływy: Zeberia (10,8 km), Ezkurra (20,9 km), Latsa (11,1 km) i Endara (9,9 km).
Ujście rzeki stanowi najniższy obszar graniczny pomiędzy Hiszpanią a Francją, stąd też duża liczba szlaków komunikacyjnych przecinających dolinę rzeczną. Należą do nich, autostrada A8 (E70), której przedłużeniem we Francji jest A63, drogi główne N-1 (10), drogi regionalne 121A (do Pampeluny) i główne koleje (łączące ADIF i sieci SNCF). Oprócz tych głównych linii, krzyżują się także inne, np. regionalna kolej Euskotren (terminal w Hendaye). Obydwa miasta łączy ponadto podwójny most (piesi / pojazdy) zwany Mostem Santiago, ze względu na położenie na drodze pielgrzymkowej do Santiago de Compostela. Brzeg rzeki od strony hiszpańskiej zajmuje małe, regionalne lotnisko dla San Sebastian. W tej części rzeki dominuje krajobraz miejski.

## Fauna

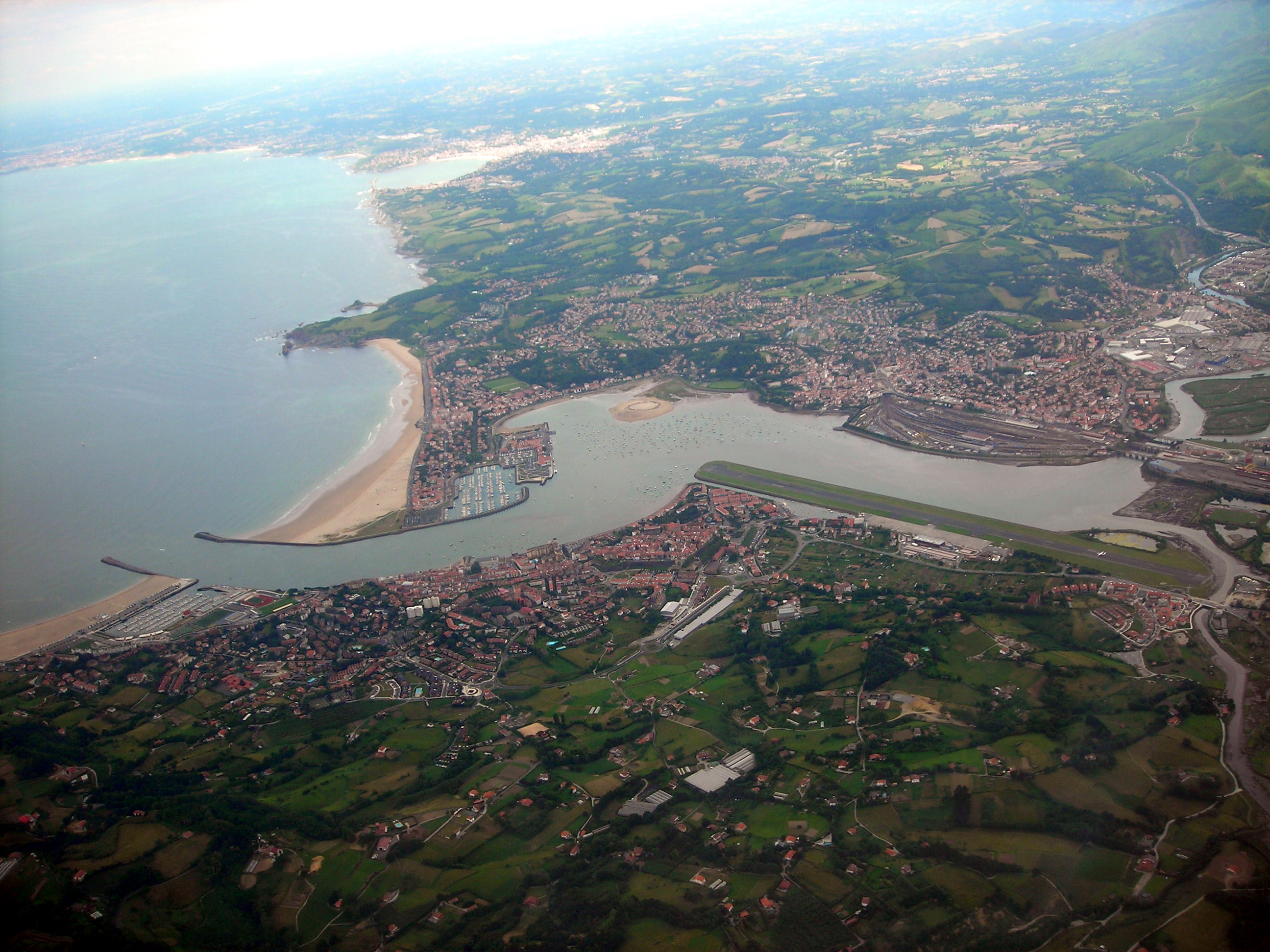
Widok na ujście i Zatokę Txingudi

Obszar rzeki w prowincji Nawarra jest celem dla entuzjastów wędkarstwa. Rzeka jest domem dla kilku rodzimych gatunków ryb, mianowicie są to: węgorz (Anguilla anguilla), łosoś (Salmo salar), pstrąg potokowy (Salmo trutta), głowacz białopłetwy (Cottus gobio), śliz pospolity (Barbatula barbatula), strzebla potokowa (Phoxinus phoxinus), kiełb (Gobio lozanoi), minóg morski (Petromyzon marinus), aloza (Alosa alosa), flądra europejska (Platichthys flesus) i chelon grubowargi (Chelon labrosus). Ponadto, gatunek z rzeki Ebro – chondrostoma (Chondrosroma miegii) został introdukowany w ostatnich 30–40 lat w dolnym biegu Bidasoa, od tego czasu stopniowo opanowując jej górny bieg.
Głównym problemem dla fauny rzeki stało się przełowienie. Chodzi tu zwłaszcza o duże łososie idące w górę rzeki, aby tam się rozmnażać. Problemem są nie tylko wędkarze, ale też duża liczba obiektów hydrograficznych po drodze. Na rzece znajduje się 128 hydroelektrowni i 114 związanych z nimi zapór, co powoduje, że aż 63% ryb nie dociera na obszary tarliskowe. Obecnie trwają prace rządu Nawarry, aby ten stan zmienić.